# Bisztynek (gromada)
Bisztynek – dawna gromada, czyli najmniejsza jednostka podziału terytorialnego Polskiej Rzeczypospolitej Ludowej w latach 1954–1972.
Gromady, z gromadzkimi radami narodowymi (GRN) jako organami władzy najniższego stopnia na wsi, funkcjonowały od reformy reorganizującej administrację wiejską przeprowadzonej jesienią 1954 do momentu ich zniesienia z dniem 1 stycznia 1973, tym samym wypierając organizację gminną w latach 1954–1972.
Gromadę Bisztynek z siedzibą GRN w mieście Bisztynku (nie wchodzącym w jej skład) utworzono – jako jedną z 8759 gromad na obszarze Polski – w powiecie reszelskim w woj. olsztyńskim na mocy uchwały nr 25 WRN w Olsztynie z dnia 4 października 1954. W skład jednostki weszły obszary dotychczasowych gromad Dąbrowa, Kokoszewo, Łędławki i Troszkowo, ponadto miejscowość Nowa Wieś Reszelska z dotychczasowej gromady Nowa Wieś Reszelska oraz obszary leśne z dotychczasowej gromady Unikowo, ze zniesionej gminy Grzęda w tymże powiecie. Dla gromady ustalono 11 członków gromadzkiej rady narodowej.
1 stycznia 1958 do gromady Bisztynek włączono wsie Grzęda, Paluzy, Swedrówka, Wojkowo i Łabławki, PGR-y Wojkowo, Wysokie i Janowiec oraz osadę Łabławki ze zniesionej gromady Grzęda w tymże powiecie.
1 stycznia 1959 powiat reszelski przemianowano na powiat biskupiecki.
30 czerwca 1968 do gromady Bisztynek włączono wieś Unikowo ze zniesionej gromady Unikowo w tymże powiecie.
1 stycznia 1969 z gromady Bisztynek wyłączono część obszaru wsi Wysokie (86 ha), włączając ją do gromady Korsze (II) w powiecie kętrzyńskim w tymże województwie; do gromady Bisztynek z gromady Korsze włączono natomiast część obszaru wsi Grzęda (16 ha).
1 stycznia 1972 do gromady Bisztynek włączono tereny o powierzchni 1.511 ha z miasta Bisztynek w tymże powiecie.
Gromada przetrwała do końca 1972 roku, czyli do kolejnej reformy gminnej. 1 stycznia 1973 w powiecie biskupieckim utworzono gminę Bisztynek (od 1999 gmina Bisztynek znajduje się w powiecie bartoszyckim).